# OpenAL
OpenAL (acrònim d'Open Audio Library) és una interfície de programació d'aplicacions d'àudio (API) multiplataforma. Està dissenyat per a la representació eficient d'àudio posicional tridimensional multicanal. El seu estil d'API i les seves convencions s'assemblen deliberadament als d'OpenGL. OpenAL és una biblioteca d'àudio 3D ambiental, que pot afegir realisme a un joc simulant l'atenuació (degradació del so a distància), l'efecte Doppler (canvi de freqüència com a resultat del moviment) i densitats de materials. OpenAL tenia com a objectiu ser originalment un estàndard obert i un reemplaçament de codi obert per a les API d'àudio 3D pròpies (i generalment incompatibles entre elles) com DirectSound i Core Audio, tot i que a la pràctica s'ha implementat en gran manera en diverses plataformes com a embolcall al voltant d'aquestes API propietat, o com a forquilla propietària i específica del proveïdor. Tot i que la implementació de referència més tard es va convertir en propietat, hi ha implementacions de codi obert com OpenAL Soft disponibles.
OpenAL va ser desenvolupat originalment l'any 2000 per Loki Software per ajudar-los en el seu negoci de portar jocs de Windows a Linux. Després de la desaparició de Loki, el projecte va ser mantingut durant un temps per la comunitat de programari lliure/codi obert i implementat a les targetes de so i plaques base NVIDIA nForce. Ara està allotjat (i desenvolupat en gran manera) per Creative Technology amb el suport continu d'Apple, Blue Ripple Sound a través del seu Driver Rapture3D OpenAL, i desenvolupadors individuals de codi obert.
Tot i que la carta d'OpenAL diu que hi haurà un "Architecture Review Board" (ARB) basat en l'OpenGL ARB, mai no s'ha format aquesta organització i l'especificació d'OpenAL generalment es gestiona i es discuteix per correu electrònic a la seva llista de correu pública.
La funcionalitat general d'OpenAL està codificada en objectes font, buffers d'àudio i un sol oient. Un objecte font conté un punter a un buffer, la velocitat, la posició i la direcció del so i la intensitat del so. L'objecte oient conté la velocitat, la posició i la direcció de l'oient, i el guany general aplicat a tot el so. Els buffers contenen dades d'àudio en format PCM, ja sigui de 8 o 16 bits, en format monoaural o estèreo. El motor de renderització realitza tots els càlculs necessaris per a l'atenuació de distància, efecte Doppler, etc.